# The Facts of Life
The Facts of Life ("Vivendo e Aprendendo" no Brasil, "Os Fatos da Vida" em Portugal) teve 9 temporadas com 209 episódios produzidos entre 1979 e 1988. A série fala sobre a governanta, Sra. Edna Garret, (Charlotte Rae) do colégio Eastland. Na primeira temporada tem a personagem central (Sra. Garrett) e as persongens Blair Warner (Lisa Whelchel), Nancy Olson (Felice Schachter), Sue Ann Weaver (Julie Piekarski), Tootie Ramsey (Kim Fields), Molly Parker (Molly Ringwald), Lisa Webster (Heather North), Natalie Green (Mindy Cohn), Steven Bradley(John Lawlor) com partiçipações especiais de Gary Coleman e Todd Bridges da série Diff'rent Strokes, da qual The Facts of Life se derivou.
Da segunda a sétima temporada continua com as personagens Sra. Garret, Blair, Tootie, Lisa, Natalie e a aluna nova Jo (Nancy McKeon) nos papéis principais, mas continuando com os outros personangens aparecendo algumas vezes.
Na oitava temporada, Sra. Garret largou o emprego de nutricionista da escola, pois resolveu se casar e morar na África. A escola dependendo das garotas, da sua irmã Beverly Ann Stickle (Cloris Leachman) e do seu sobrinho Andy Moffet Stickle (Mackenzie Astin) para cuidar de Eastland.
Foram feitos três filmes: The Facts of Life Goes to Paris, The Facts of Life Down Under e The Facts of Life Reunion.
A série foi retirada do bloco Nick at Nite, como Minha Família é Uma Bagunça, Mork e Mynd e Primo Cruzado.

## Guia de Episódios
1ª Temporada 1979 - 1980
1º Episódio – As Garotas da Escola – 16 de agosto de 1979
A Sra. Garrett está pensando em se tornar a governanta da escola de Kimberly Drummond, a Eastland.
2º Episódio – Áspera Habitação – 24 de agosto de 1979
Blair ganha a competição para Cindy ser a Rainha da Dança da Colheita.
3º Episódio – Tal Mãe, Tal Filha – 31 de agosto de 1979
Blair assiste sua mãe flertar com o novo esposo, no baile de formatura do colegial, e Sra. Garrett tenta convencer Blair a não fazer o mesmo.
4º Episódio – O Retorno do Sr. Garrett – 7 de setembro de 1979
O ex-marido jogador da Sra. Garrett propõe de se casarem novamente e ensina Tootie a jogar poker.
5º Episódio – Q.I. – 14 de setembro de 1979
Tootie torna público os pontos de Q.I. de todas as suas amigas, e a Sra. Garrett ensina a voar.
6º Episódio – Emily Dickinson – 14 de março de 1980
Blair sente-se culpada por ganhar uma boa fama no ginásio, graças a um poema que plagiou de Emily Dickinson.
7º Episódio – Os Fatos do Amor – 4 de abril de 1980
Blair decide pôr em prática as aulas de Educação Sexual da Sra. Garrett.
8º Episódio – Rápida Inundação – 11 de abril de 1980
Blair e Tootie têm de ser socorridas das águas da inundação pelo Sr. Bradley.
9º Episódio – Drogas – 25 de abril de 1980
Blair e as novas amigas de Sue Ann, estão usando maconha.
10º Episódio – Corrida – 2 de maio de 1980
O Sr. Bradley incentiva a vencedora Sue Ann, para formá-la, para correr contra Cindy na pista.
11º Episódio – Adoção – 8 de agosto de 1980
A adotada Natalie, decide encontrar sua mãe verdadeira.
12º Episódio – Dieta – 5 de setembro de 1980
Sue Ann entra em uma rigorosa dieta para um importante encontro.
13º Episódio – Férias de Molly – 3 de outubro de 1980
As garotas tentam reconciliar o divórcio pessoal de Molly, até que o pai dela chegue com sua nova namorada.
14º Episódio – Superprodutivos – 10 de outubro de 1980
O visitante pai de Tootie desaprova algumas atividades que ela pratica.
2ª Temporada 1980 - 1981
15º Episódio – A Novata (1) – 19 de novembro de 1980
Blair provoca a novata rebelde e motoqueira Jo, e as garotas pegam a van da escola em um passeio de brincadeira.
16º Episódio – A Novata (2) – 26 de novembro de 1980
Sra. Garrett tenta manter as garotas de serem expulsas, depois de roubarem a van, colocando-as em custódia.
17º Episódio – Duas Caras – 10 de dezembro de 1980
Blair está deprimida, quando o seu namorado mimado chama Jo para ir a um baile.
18º Episódio – Quem Sou Eu? – 17 de dezembro de 1980
Tootie tem crises de identidade, quando um namorado negro, a faz questionar suas amigas brancas.
19º Episódio – A Prima Geri – 24 de dezembro de 1980
Blair está embaraçada por sua prima Geri que tem paralisia cerebral e com inveja por ela ser tão popular.
20º Episódio – Assaltando – 31 de dezembro de 1980
Quando a Sra. Garrett tem intenção de trocar o presente de aniversário de Jo, é presa por roubo.
21º Episódio – Casamento Adolescente (1) – 7 de janeiro de 1981
Jo decide se casar com o seu namorado Eddie, que é tenente na marinha.
22º Episódio – Casamento Adolescente (2) – 14 de janeiro de 1981
Todo mundo tenta convencer Jo para não fugir com o namorado da marinha.
23º Episódio – Quebra de Ponto – 28 de janeiro de 1981
Uma tragédia sob as sombras ocorre na derrota de Blair numa radical eleição para presidente de classe.
24º Episódio – O Símbolo do Sexo – 4 de fevereiro de 1981
O primeiro encontro de Natalie traz conseqüências antecipadamente.
25º Episódio – O Segredo – 25 de fevereiro de 1981
Concessora Jo, está envergonhada, pois seu pai, ex-prisioneiro irá visitar Eastland.
26º Episódio – Belos Bebês – 4 de março de 1981
A entrada de Tootie no mundo da última moda, não corresponde às suas expectativas.
27º Episódio – Comprado e Vendido – 11 de março de 1981
Com novos cosméticos, Blair se torna uma vendedora e dá a Natalie um novo visual.
28º Episódio – Espírito Livre – 18 de março de 1981
Natalie quer ser a modelo do filho cantor e escritor da Sra. Garrett.
29º Episódio – Brian & Sylvia – 25 de março de 1981
Tootie e Natalie vão visitar a tia de Tootie, Sylvia.
30º Episódio – Mentiras – 3 de junho de 1981
Perturbada por não poder ir numa viagem, Tootie espalha rumores que comprometem o trabalho da Sra. Garrett.
3ª Temporada
31º Episódio - Dores Crescentes - 28 de outubro de 1981
Tootie, cansada de ser tratada como uma garotinha, passa a beber.